# Anna Rostova
Pour les articles homonymes, voir Rostov (homonymie).
Anna Nikolaïevna Rostova (en russe : Анна Николаевна Ростова ; en ukrainien : Ганна Миколаївна Ростова), née le 17 décembre 1950 à Bohdanivka (uk) (RSS d'Ukraine), est une ancienne joueuse soviétique puis ukrainienne de volley-ball.
Elle est médaillée d'argent aux Jeux de 1976.

## Carrière
Rostova est médaillée d'argent lors des Jeux olympiques d'été de 1976 ainsi que double championne d'Europe en 1971 et en 1975.

## Palmarès
- Jeux olympiques
  -  1976 à Montréal.

- Championnat d'Europe
  -  1971 à Reggio d'Émilie.
  -  1975 à Belgrade.